# Andy Byatt
Andy Byatt est un réalisateur de films documentaires. Il travaille pour la BBC Natural History Unit.

## Filmographie
- 2004 : La Planète bleue (Deep blue), avec Alastair Fothergill